# Özvegyrigó
Az özvegyrigó (Turdus albicollis) a madarak osztályának verébalakúak (Passeriformes) rendjébe és a rigófélék (Turdidae) családjába tartozó faj.

## Rendszerezése
A fajt Louis Pierre Vieillot francia ornitológus írta le 1816-ban.

## Alfajai
- Turdus albicollis albicollis Vieillot, 1818
- Turdus albicollis contemptus Hellmayr, 1902
- Turdus albicollis crotopezus Lichtenstein, 1823
- Turdus albicollis paraguayensis (Chubb, 1910)
- Turdus albicollis phaeopygoides Seebohm, 1881
- Turdus albicollis phaeopygus Cabanis, 1848
- Turdus albicollis spodiolaemus Berlepsch & Stolzmann, 1896[2]

## Előfordulása
Dél-Amerika több részén, Argentína, Bolívia, Brazília, Ecuador, Francia Guyana, Guyana, Kolumbia, Paraguay, Peru, Suriname, Trinidad és Tobago, Uruguay és Venezuela területén honos.
Természetes élőhelyei a szubtrópusi vagy trópusi síkvidéki és hegyi esőerdők, száraz erdők, szavannák és cserjések, valamint ültetvények és másodlagos erdők. Állandó, nem vonuló faj.

## Megjelenése
Átlagos testhossza 26 centiméter, testtömege 43-67 gramm.
|  |

## Természetvédelmi helyzete
Az elterjedési területe rendkívül nagy, egyedszáma pedig stabil. A Természetvédelmi Világszövetség Vörös listáján nem fenyegetett fajként szerepel.